# Франческа Ск'явоне
Франческа Ск'явоне (італ. Francesca Schiavone, 23 червня 1980, Мілан) — італійська професійна тенісистка, переможниця Відкритого чемпіонату Франції 2010 в одиночному розряді.
Ск'явоне одна з небагатьох тенісисток з одноручним бекхендом. Її гра різноманітна, хоча їй бракує потужності, притаманної провідним тенісистками початку 21 ст.. У неї, проте, доволі сильний форхенд. Вона вміло підрізає м'яч зліва, непогано використовує дропшоти, добре грає на сітці. Однак, через брак потужності до 2010 року Ск'явоне здебільшого перебувала на межі другої десятки в світовому рейтингу. 
Перемога на Ролан-Гарросі в 2010, у той час, коли вік тенісистки вже добігав 30 років, стала гучною сенсацією, особливо з огляду на те, що жодна італійська тенісистка у відкиту еру навіть не пробивалася у півфінал турнірів Великого шолому.

## 2011
На Відкритому чемпіонаті Австралії 2011 Ск'явоне добралася до чвертьфіналу, де поступилася Каролін Возняцкі. В четвертому колі цього турніру вона перемогла Світлану Кузнєцову в марафонському матчі, що тривав 4 години 44 хвилини, рахунок останнього сету 16-14. При цьому вона відіграла шість матчболів.

## Фінали турнірів WTA

### Одиночний розряд: 20 (8 титулів, 12 поразок)
| Легенда                                                     |
| ----------------------------------------------------------- |
| Турніри Великого шлему (1–1)                                |
| WTA 1000 (Tier I) (0–1)                                     |
| WTA 500 (Tier II / Premier) (1–3)                           |
| WTA 250 (Tier III / Tier IV / Tier V / International) (6–7) |

| Фінали за покриттям |
| ------------------- |
| Тверде (1–6)        |
| Ґрунт (7–4)         |
| Килим (0–2)         |

| Результат | В-П  | Дата     | Турнір                                                     | Категорія     | Покриття   | Опонент                | Рахунок       |
| --------- | ---- | -------- | ---------------------------------------------------------- | ------------- | ---------- | ---------------------- | ------------- |
| Поразка   | 0–1  | Чер 2000 | Tashkent Open, Узбекистан                                  | Tier IV       | Тверде     | Ірода Туляганова       | 3–6, 6–2, 3–6 |
| Поразка   | 0–2  | 2003     | Richard Luton Properties Canberra International, Австралія | Tier V        | Тверде     | Меган Шонессі          | 1–6, 1–6      |
| Поразка   | 0–3  | 2005     | Commonwealth Bank Tennis Classic, Індонезія                | Tier III      | Тверде     | Ліндсі Девенпорт       | 2–6, 4–6      |
| Поразка   | 0–4  | 2005     | Кубок Кремля, Росія                                        | Tier I        | Килим (i)  | Марі П'єрс             | 4–6, 3–6      |
| Поразка   | 0–5  | 2005     | Hasselt Cup, Бельгія                                       | Tier III      | Килим (i)  | Кім Клейстерс          | 2–6, 2–6      |
| Поразка   | 0–6  | 2006     | Sydney International, Австралія                            | Tier II       | Тверде     | Жустін Енен            | 6–4, 5–7, 5–7 |
| Поразка   | 0–7  | 2006     | Amelia Island Championships, USA                           | Tier II       | Ґрунт      | Надія Петрова          | 4–6, 4–6      |
| Поразка   | 0–8  | 2006     | BGL Luxembourg Open                                        | Tier II       | Тверде     | Альона Бондаренко      | 3–6, 2–6      |
| Перемога  | 1–8  | 2007     | Gastein Ladies                                             | Tier III      | Ґрунт      | Івонн Мойсбургер       | 6–1, 6–4      |
| Поразка   | 1–9  | 2009     | Prague Open, Чехія                                         | International | Ґрунт      | Сібіль Баммер          | 6–7(4–7), 2–6 |
| Поразка   | 1–10 | 2009     | Japan Women's Open                                         | International | Тверде     | Саманта Стосур         | 5–7, 1–6      |
| Перемога  | 2–10 | 2009     | Kremlin Cup, Росія                                         | Premier       | Тверде (i) | Ольга Говорцова        | 6–3, 6–0      |
| Перемога  | 3–10 | 2010     | Barcelona Ladies Open, Іспанія                             | International | Ґрунт      | Роберта Вінчі          | 6–1, 6–1      |
| Перемога  | 4–10 | 2010     | Відкритий чемпіонат Франції з тенісу                       | Grand Slam    | Ґрунт      | Саманта Стосур         | 6–4, 7–6(7–2) |
| Поразка   | 4–11 | 2011     | French Open                                                | Grand Slam    | Ґрунт      | Лі На                  | 4–6, 6–7(0–7) |
| Перемога  | 5–11 | Тра 2012 | Internationaux de Strasbourg, Франція                      | International | Ґрунт      | Алізе Корне            | 6–4, 6–4      |
| Перемога  | 6–11 | 2013     | Гран-прі принцеси Лалли Мер'єм                             | International | Ґрунт      | Лурдес Домінгес Ліно   | 6–1, 6–3      |
| Перемога  | 7–11 | 2016     | Rio Open, Бразилія                                         | International | Ґрунт      | Шелбі Роджерс          | 2–6, 6–2, 6–2 |
| Перемога  | 8–11 | 2017     | Copa Colsanitas Santander, Колумбія                        | International | Ґрунт      | Лара Арруабаррена      | 6–4, 7–5      |
| Поразка   | 8–12 | Тра 2017 | Марокко Open                                               | International | Ґрунт      | Анастасія Павлюченкова | 5–7, 5–7      |

### Парний розряд: 16 (7 титулів, 9 поразок)
| Легенда                                  |
| ---------------------------------------- |
| Турніри Великого шолома (0–1)            |
| WTA 1000 (Tier I / Premier 5) (2–2)      |
| WTA 500 (Tier II) (4–4)                  |
| WTA 250 (Tier III / International) (1–2) |

| Фінали за покриттям |
| ------------------- |
| Тверде (4–4)        |
| Ґрунт (2–4)         |
| Килим (1–0)         |

| Результат | В-П | Дата     | Турнір                               | Категорія     | Покриття   | Партнер                | Опонент                                         | Рахунок               |
| --------- | --- | -------- | ------------------------------------ | ------------- | ---------- | ---------------------- | ----------------------------------------------- | --------------------- |
| Перемога  | 1–0 | 2001     | Orange Warsaw Open, Польща           | Tier III      | Ґрунт      | Йоаннетта Крюгер       | - Юлія Бейгельзимер - Анастасія Родіонова       | 6–4, 6–0              |
| Поразка   | 1–1 | Тра 2003 | Warsaw Open, Польща                  | Tier II       | Ґрунт      | Елені Даніліду         | - Лізель Губер - Магдалена Малеєва              | 6–3, 4–6, 2–6         |
| Поразка   | 1–2 | 2004     | Open GDF Suez, Франція               | Tier II       | Тверде     | Сільвія Фаріна-Елія    | - Барбара Шетт - Патті Шнідер                   | 3–6, 2–6              |
| Перемога  | 2–2 | Тра 2004 | Warsaw Open, Польща                  | Tier II       | Ґрунт      | Сільвія Фаріна-Елія    | - Хісела Дулко - Патрісія Тарабіні              | 3–6, 6–2, 6–1         |
| Перемога  | 3–2 | Лют 2005 | Qatar Ladies Open                    | Tier II       | Тверде     | Алісія Молік           | - Кара Блек - Liezel Huber                      | 6–3, 6–4              |
| Поразка   | 3–3 | 2005     | Porsche Tennis Grand Prix, Німеччина | Tier II       | Тверде (i) | Квета Пешке            | - Даніела Гантухова - Анастасія Мискіна         | 6–7(1–7), 1–6         |
| Перемога  | 4–3 | 2006     | Dubai Tennis Championships, UAE      | Tier II       | Тверде     | Квета Пешке            | - Світлана Кузнецова - Надія Петрова            | 3–6, 7–6(7–1), 6–3    |
| Поразка   | 4–4 | Тра 2006 | Мастерс Рим                          | Tier I        | Ґрунт      | Квета Пешке            | - Daniela Hantuchová - Суґіяма Ай               | 6–3, 3–6, 1–6         |
| Поразка   | 4–5 | 2006     | Silicon Valley Classic, USA          | Tier II       | Тверде     | Чо Юн Чон (тенісистка) | - Cara Black - Ліза Реймонд                     | 6–7(5–7), 1–6         |
| Перемога  | 5–5 | 2006     | BGL Luxembourg Open                  | Tier II       | Тверде (i) | Квета Пешке            | - Анна-Лена Гренефельд - Liezel Huber           | 2–6, 6–4, 6–1         |
| Перемога  | 6–5 | 2006     | Кубок Кремля, Росія                  | Tier I        | Килим      | Квета Пешке            | - Івета Бенешова - Галина Воскобоєва            | 6–4, 6–7(4–7), 6–1    |
| Поразка   | 6–6 | 2007     | Zurich Open, Швейцарія               | Tier I        | Тверде (i) | Ліза Реймонд           | - Květa Peschke - Ренне Стаббс                  | 5–7, 6–7(1–7)         |
| Поразка   | 6–7 | 2008     | Відкритий чемпіонат Франції з тенісу | Grand Slam    | Ґрунт      | Кейсі Деллаква         | Анабель Медіна Гаррігес Вірхінія Руано Паскуаль | 6–2, 5–7, 4–6         |
| Перемога  | 7–7 | 2009     | Toray Pan Pacific Open, Японія       | Premier 5     | Тверде (i) | Аліса Клейбанова       | - Daniela Hantuchová - Ai Sugiyama              | 6–4, 6–2              |
| Поразка   | 7–8 | 2012     | Barcelona Ladies Open, Іспанія       | International | Ґрунт      | Флавія Пеннетта        | Сара Еррані Роберта Вінчі                       | 0–6, 2–6              |
| Поразка   | 7–9 | 2014     | Brasil Tennis Cup                    | International | Тверде     | Сільвія Солер Еспіноза | Анабель Медіна Гаррігес Ярослава Шведова        | 6–7(1–7), 6–2, [3–10] |